# Nissan Laurel
Nissan Laurel (яп. 日産・ローレル) — автомобиль бизнес-класса, выпускавшийся компанией Nissan с 1968 по 2003 годы. Он был представлен публике в 1968 как новая модель, которая заняла нишу между Nissan Bluebird 510 и Nissan Cedric 130.
Первое поколение Laurel собиралось на бывшем заводе Prince Motor Company, расположенном в Мусасимураяме. Тогда существовали двух- и четырёхдверные варианты. Выпуск автомобиля начался после слияния компаний Nissan и Prince. Начиная с 1968 года, восемь поколений Laurel было выпущено в Японии. Nissan периодически отправлял Laurel на экспорт в азиатские и европейские рынки (также продавался в Чили и Панаме, как Datsun Laurel, начиная с конца 1970-х), полностью прекратив экспорт модели с 1989 года. В Японии Laurel не продавался как Datsun, а исключительно под маркой Nissan.

## Первое поколение

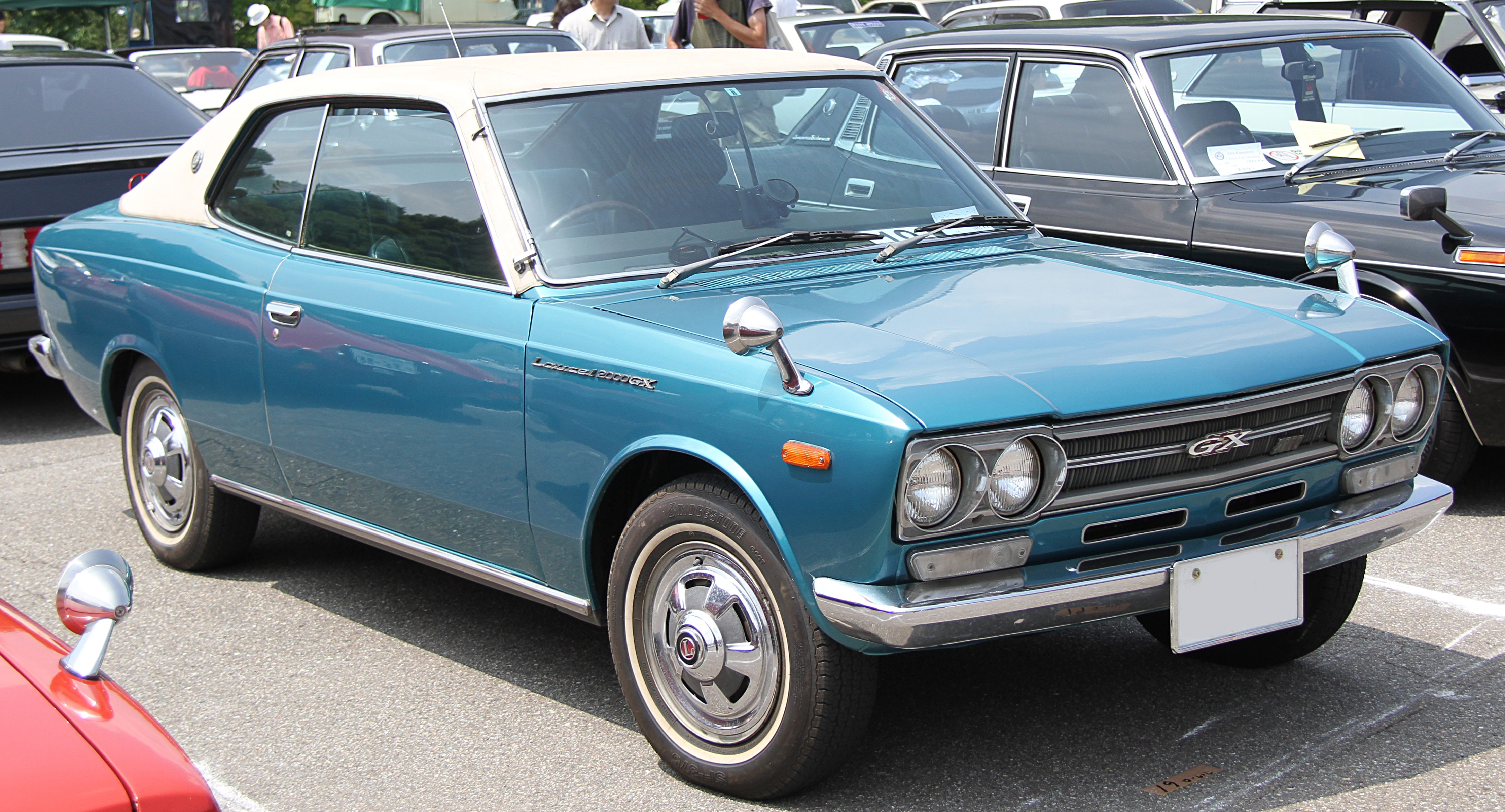
Купе Nissan Laurel С30, 1972

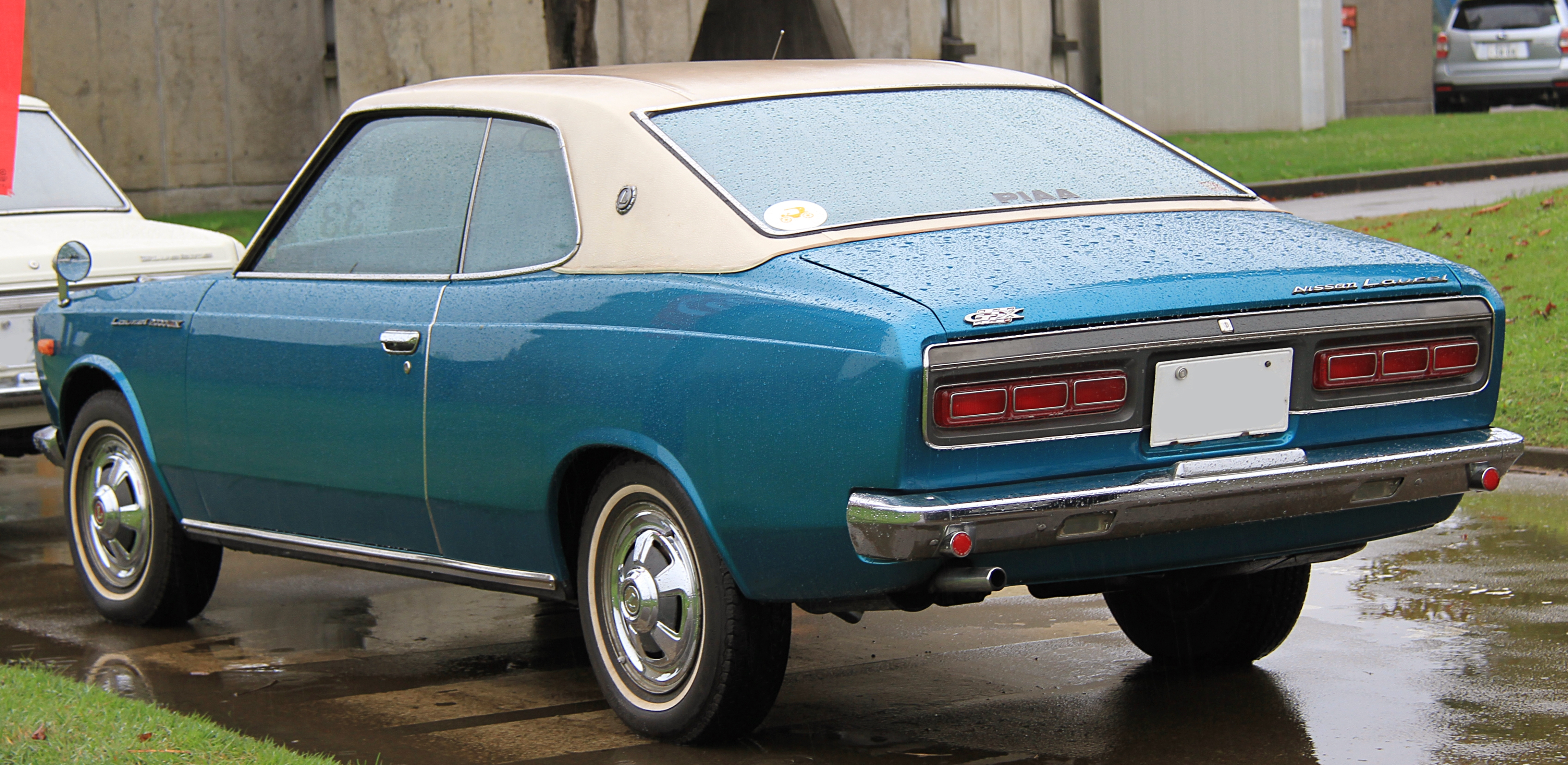
Вид сзади

В апреле 1968 года Nissan представил новый Laurel (C30, 1968—1972) в кузове четырёхдверного седана и комплектациях deLuxe и Super deLuxe, оснащённых рядным четырёхцилиндровым 1,8-литровым двигателем G18 и независимой задней подвеской. В июне 1970 года в линейке появился двухдверный хардтоп-купе, как молодежная версия нового купе Nissan Cedric/Gloria, и год спустя 2-литровый двигатель также стал доступен на четырёхдверном седане. Конкурентами автомобиля были седан Toyota Corona Mark II и Mazda Luce.
Этот автомобиль был разработан командой Nissan Tsurumi, а оснащался четырёхцилиндровым двигателем Prince, а именно G18. Однако, с другой стороны, GC10 Skyline 2000GT был разработан бывшей командой Prince Ogikubo, но оснащался автомобиль шестицилиндровым двигателем Nissan L20. Prince G-18 имел объём 1815 см³. Подвеска, аналогично C10 Skyline, оставалась независимой на всех четырёх колёсах.
Модель Laurel Hardtop оснащалась 1990-кубовым четырёхцилиндровым двигателем Prince G20 мощностью 110/120 л. с. (81/88 кВт). Четырёхдверный седан изначально был доступен только с меньшим двигателем G18. Двухкарбюраторный 2000GX получил спортивное оснащение.

 
В августе 1970 года вышла модифицированная версия четырёхдверного седана, с жестким верхом. Панель приборов получила новые приборы, была добавлена более представительская комплектация GL. Выпуск первого поколения был закончен в августе 1972 года.

## Второе поколение

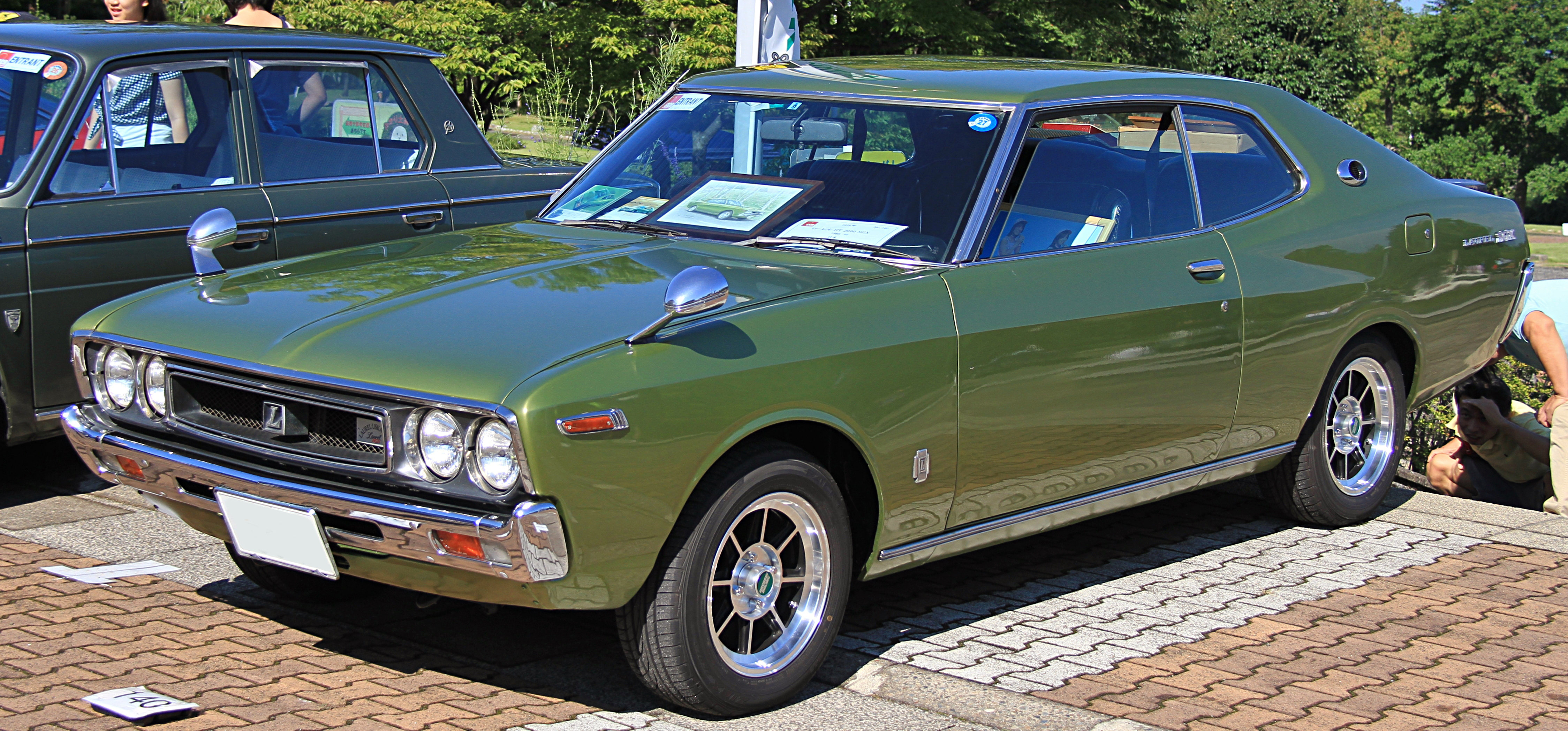
Купе Nissan Laurel С130, 1974

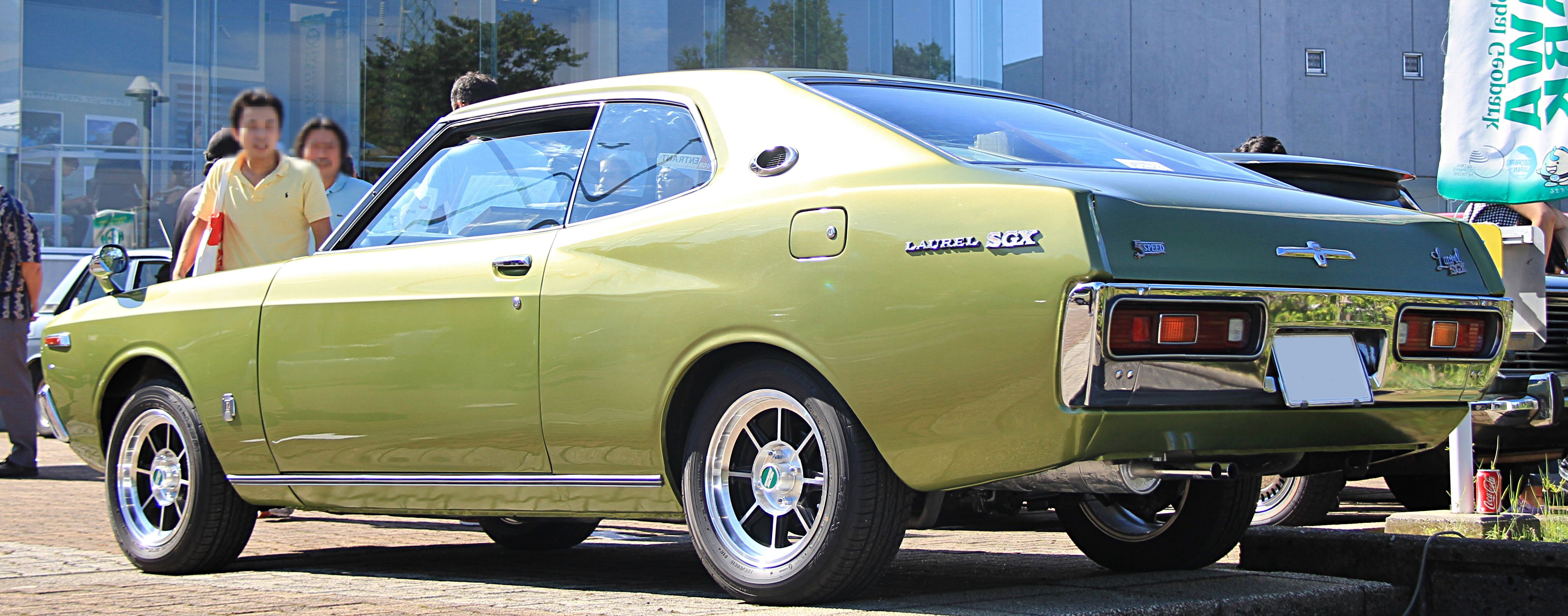
Вид сзади

В апреле 1972 года вышло второе поколение Laurel — C130 (1972—1977). Так же как и в первом поколении машина имела два кузова — четырехдверный седан и двухдверный хардтоп. Седан получил неразрезной задний мост и рессоры, а купе независимую заднюю подвеску. Размеры авто несколько увеличились, так же расширилась и гамма двигателей. Теперь в самых дорогих версиях автомобиль оснащался с октября 1973 года 2,6-, и с конца 1975 года 2,8-литровыми шести-цилиндровыми рядными моторами L26 и L28 соответственно. По сравнению с предшественником, С130 был гораздо экологичнее, так как с февраля 1976 года перестали устанавливаться старые четырёх-цилиндровые двигатели.
На стиль кузова купе, по-видимому, повлияли в 1970 Ford Torino и Mercury Cougar, отражающие популярное направление в течение 1960-х и 1970-х годов под названием «стиль бутылки Коки». Конкурентами считались купе и седан Toyota Mark II.
Двигатели, доступные на тот момент, включали четырехцилиндровые G18 и G20, объёмом 1815 см³ и 1990 см³ соответственно, а также шести-цилиндровый L20 объёмом 1998 см³. Опционально, двигатели G20 и L20 были доступны со сдвоенными карбюраторами SU. Внешне они отличались только шильдиком «Twin Carburettor 2000GX».
В октябре 1973 года Laurel с 2565-кубовым шестицилиндровым двигателем L26 появился как «2600SGL». Установка 2,6-литрового двигателя в японской модели помогли определить это поколение, как представительский автомобиль, а мощный двигатель обязывал японских водителей платить более высокий налог.
В сентябре 1975 года, для соответствия новым нормативам выбросов, двигатель то L26 на был заменен на еще больший 2753-кубовый шести-цилиндровый L28. К октябрю карбюраторы на L20 были заменены на систему электронного впрыска топлива и двигатель получил название L20E. Из-за трудностей в соблюдении норм выбросов, выпуск двухкарбюраторных двигателей был прекращен. 1770-кубовый L18 сменил G18 в линейке.
В феврале 1976 года карбюраторные 1,8- и 2-литровые двигатели, обновлённые в соответствии с новыми правилами выбросов, устанавливались на автомобили с шильдиком «Nissan NAPS».

## Третье поколение

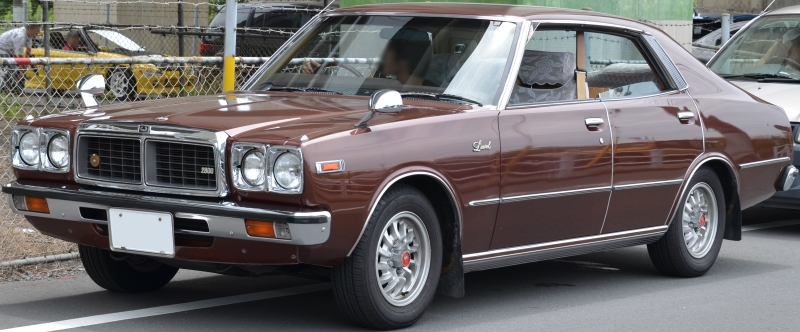
Хардтоп Nissan Laurel С230

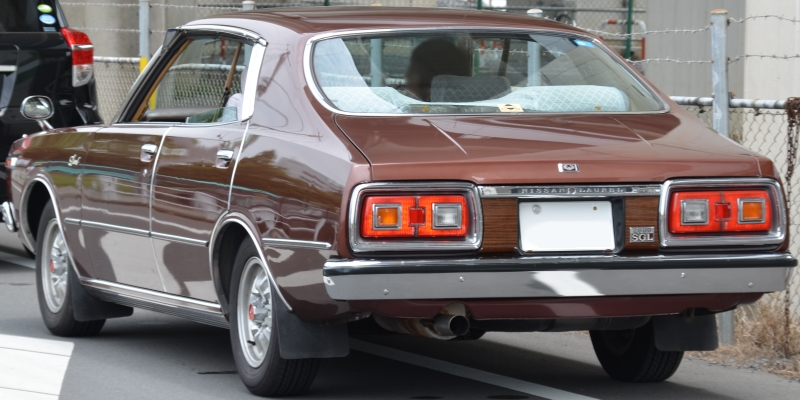
Вид сзади

В январе 1977 года появилось третье поколение C230/С231 (1977—1980). Машина еще больше прибавила в габаритах, стала еще более комфортной. Гамма двигателей расширилась, и теперь включала в себя дизельный мотор. На выбор предлагались кузова седан, хардтоп или двухдверное купе. Хардтоп был доступен только с шестицилиндровыми двигателями. Трансмиссия была либо четырех- или пятиступенчатой механической, либо трёхступенчатой автоматической. Осенью 1978 года C230 получил умеренный фейслифтинг (модель C231), получив вместо круглых двойных фар новые, прямоугольной формы. Конкурентом модели оставались купе и седан Toyota Mark II.
В январе 1978 года Nissan выпустил юбилейную серию, которая получила специальный темно-красный цвет кузова и была названа как «Малиновый Лаурель» (англ. Laurel's Crimson). Отличием стали и некоторые эмблемы, алюминиевые диски и решетка радиатора. В 1979 году появился 2,4 литровый двигатель L24. На европейских моделях мощность составила 97 и 113 л. с. (71 и 83 кВт) для 2,0 и 2,4 рядных шестерок. Европейских покупателей привлекала в Лоуреле его надежность, низкая цена, и достаточное оснащение. Для Южной Африки Datsun-Nissan разработала двухлитровый четырехцилиндровый вариант двигателя, с учетом местных потребностей в меньших расходах. Автомобили с двигателем L20B мощностью 98 л. с. (72 кВт) имели скромную комплектацию, относительно автомобилей со 136-сильным (100 кВт) двигателем 280L.
Самая богатая комплектация, «Medalist», получила кондиционер в дополнение к четырехцилиндровому двухлитровому дизельному двигателю. Автомобили с 1800-кубовым двигателем сменили двигатель на Z18, для соответствия нормам выбросов. Позже, в октябре 1979 года, бензиновый двухлитровый четырёхцилиндровый двигатель (Z20-серия) появился на нескольких рынках. Также новый были варианты с коробкой автомат и оснащением SGL на дизельных автомобилях.
В феврале 1980 года, появилось возможность заказать машину в кузове хардтоп и комплектации «Медалист» с электрический люком. По прежнему задняя подвеска могла быть независимой, либо с неразрезным мостом. В июле 1980 года была выпущена ограниченная серия «золотой медалист». Модель выпускалась до октября 1980 года.

## Четвертое поколение
Модель C31 (1980—1984), появившаяся в ноябре 1980 года, была первой моделью, доступной только в четырёхдверном кузове, седан или хардтоп. Среди двигателей для модели C31 были доступны бензиновые объёмом 1,8 литров, 2,0 литра (L20), 2,4 литра (L24) и дизельный объёмом 2,8 литра. В кузове купе автомобиль сменила новая модель Nissan Leopard F30. Среди конкурентов Toyota назывались хардтопы Cresta и седаны Mark II.

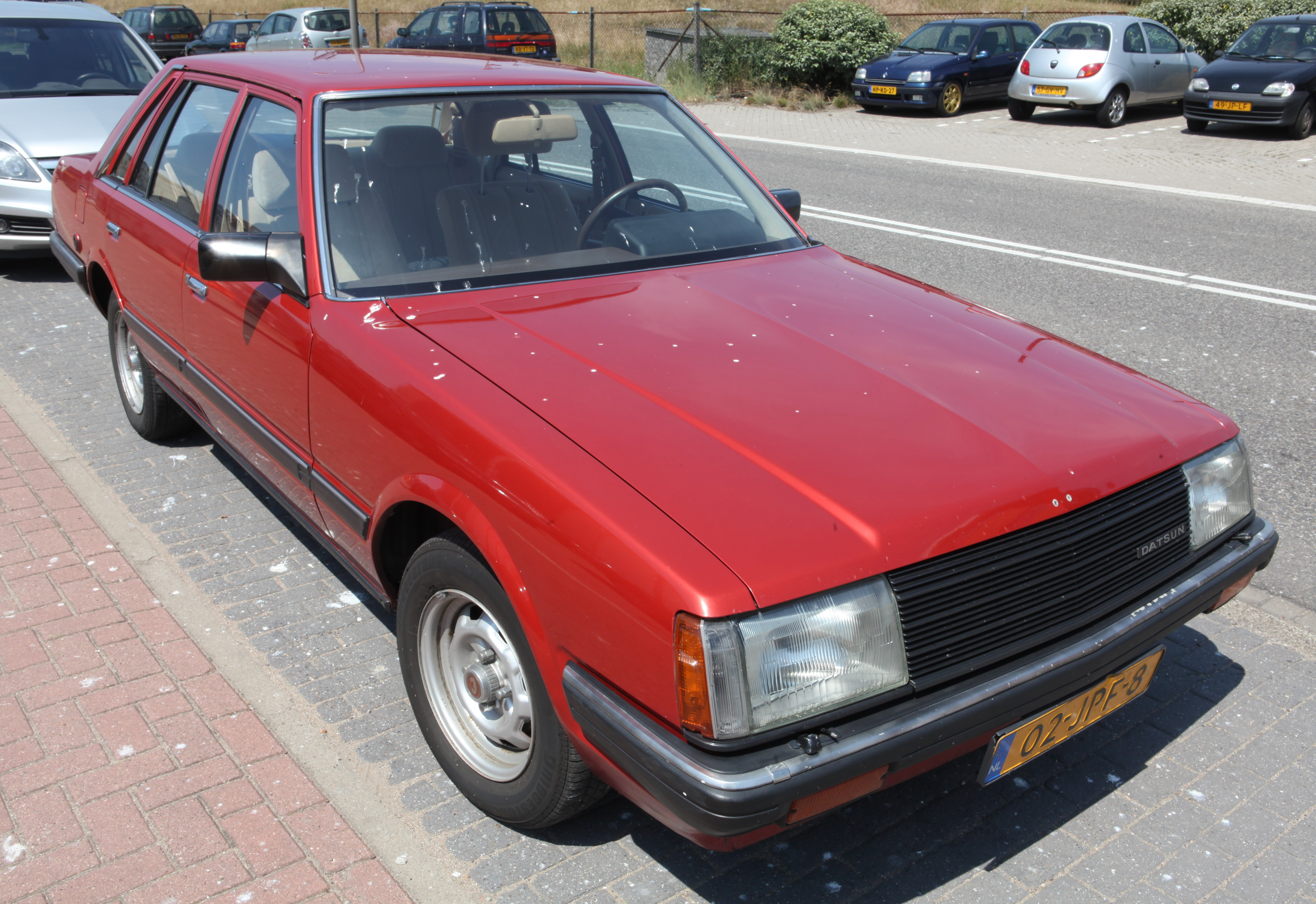
Datsun Laurel 2400 (1982, Нидерланды)

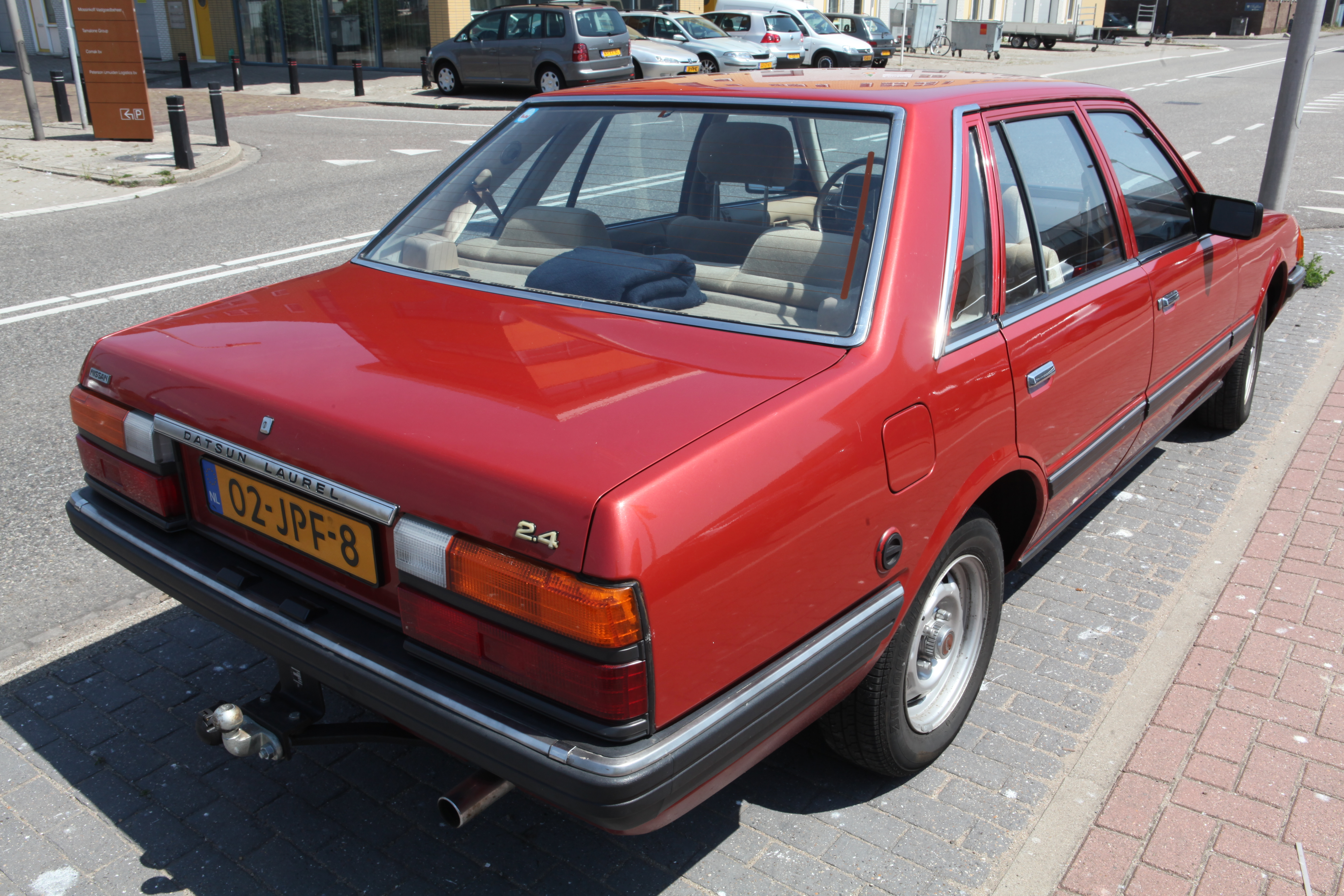
Вид сзади

В ноябре 1982 года была выпущена ограниченная серия Версия Живанши (англ. Givenchy Version), рекламируемая по японскому телевидению модельером Юбер де Живанши. В 1981 году Nissan Laurel Spirit стал доступен как более миниатюрная альтернатива Laurel, будучи при этом оборудован аналогично большому автомобилю.
В ноябре 1980 года произошло обновление модели C31. Автомобиль получил «европейский стиль». Коэффициент аэродинамического сопротивления четырёхдверного хардтопа составил 0,38 Cd. Наиболее бюджетными были четырёхцилиндровый двигатель Z18 и 2-литровый Z20. Также на автомобиль устанавливались рядные шестицилиндровые двигатели серии L20, доступные, кроме того с инжекторной системой подачи топлива (L20E), и турбонаддувом (L20ET). Автомобили с последним двигателем были первыми турбированными Лоурелями. На вершине же среди двигателей был 2,8-литровый L28E, а для некоторых экспортных рынков был доступен двигатель L24 объёмом 2,4 литра (обычно карбюраторный). В основном, для коммерческого использования, устанавливался четырёхцилиндровый дизельный двигатель LD20, в то время как обычные автолюбители обычно предпочитали шестицилиндровые дизели LD28, с гораздо лучшим оснащением.
В феврале 1981 года стала доступна комплектация GX. Седан с двигателем L20E имел независимую заднюю подвеску (шестирычажная независимая задняя подвеска устанавливалась на модели в стандартной комплектации и на автомобили с турбонаддувом). В ноябре 1981 года автомобиль получил некоторые улучшения, также в линейке появилась новая модель Turbo Medalist.
В сентябре 1982 года произошли уже значительные изменения. Для того чтобы подчеркнуть роскошь, появились хромированные бамперы и задний держатель номерного знака. Дизайн задних фар был также изменен. Вместо двигателей серии Z18, Laurel 1.8 оснащался новым OHC четырёхцилиндровым двигателем CA18S объёмом 1809 см³. В это время также устанавливались бензиновые двигатели CA18S, L20ET, L20E, Z20S и дизельные LD20 и LD28-6. Автомобиль с шестицилиндровым бензиновым двигателем и автоматической коробкой передач в комплектации Super Touring получил также повышающую передачу (овердрайв).
В ноябре 1982 года вновь была представлена ограниченная версия Живанши. В феврале 1983 года была представлена серия «50 Special». В марте стартовали продажи версии Givenchy II. В мае была запущена специальная серия 50 Special II. В январе 1984 года закончился выпуск 1,8-литровых моделей GL, а ограниченная серия Givenchy III поступила в продажу.
Европейские экспортные модели были карбюраторные 2,0 (DX) и 2,4 (рядный шестицилиндровый SGL), мощностью 97 л. с. (71 кВт) и 120 л. с. (88 кВт) соответственно, либо с большим 2,8-литровым дизелем мощностью 82 л. с. (60 кВт). Инжекторный 2,4-литровый двигатель мощностью 127 л. с. (93 кВт) позже появился на некоторых рынках. Крупные японские автомобили были не очень популярны среди автолюбителей в Европе, покупались, в основном, дизельные автомобили для использования в такси. Автомобили с установленными двигателями L24 появились на рынке Ближнего Востока (в основном, Саудовской Аравии) в 1982 году.

## Пятое поколение

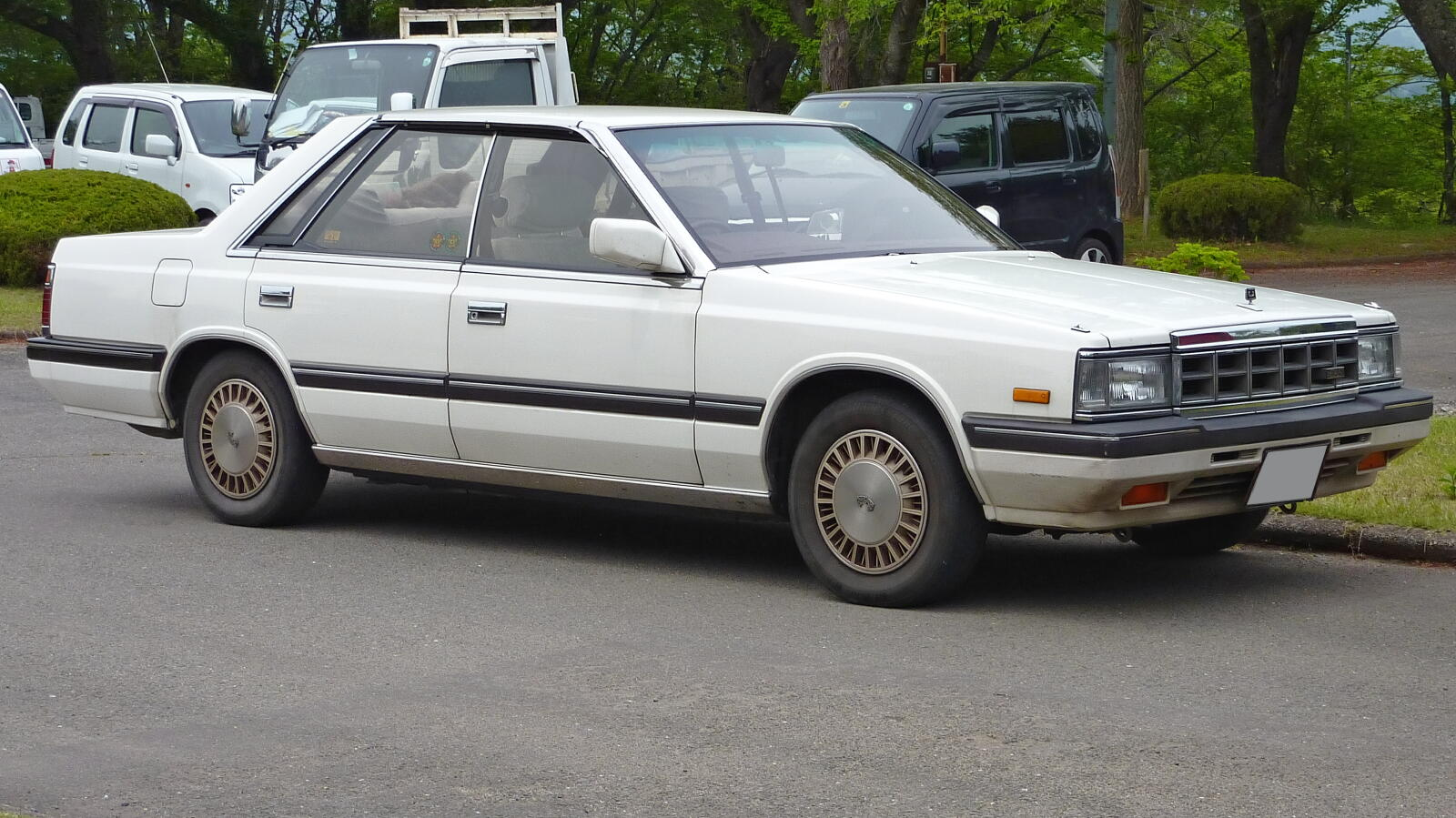
Хардтоп Nissan Laurel C32 дорестайлинг Япония, 1985

Пятое по счёту поколение (C32, 1984—1989) вышло в октябре 1984 года. Модель получила индекс C32. Осаму Ито, разработчик Skyline R31 и R32, работал над обновлением Laurel. Он направил автомобиль на путь существенных изменений. По традиции кузова были двух типов — седан и хардтоп. Рубленные угловатые линии автомобиля создавали очень элегантный и солидный вид, который не был лишен стремительности. Впервые были применены электрические выдвижные боковые зеркала. В этом поколении впервые появились моторы серии RB, ставшие впоследствии легендой.
До рестайлинга автомобиль мог оснащаться атмосферными моторами CA18, RB20E и турбированным V6 — VG20ET. Также на этом поколении была впервые применена активная подвеска — Super Sonic Suspension.
На автомобили пятого поколения C32 устанавливалось множество вариаций бензиновых двигателей, среди них CA20S, RB20E и RB20DET, VG20ET, VG30E и двигатель VG30S с электронным карбюратором для рынков Среднего Востока и Африки. Также устанавливался дизельный двигатель LD28. Это поколение стало первым Laurel, с двигателями V6.
В мае 1985 года была представлена ограниченная серия «Grand Touring». Некоторые улучшения были сделаны в октябре 1985 года и январе 1986 года. 

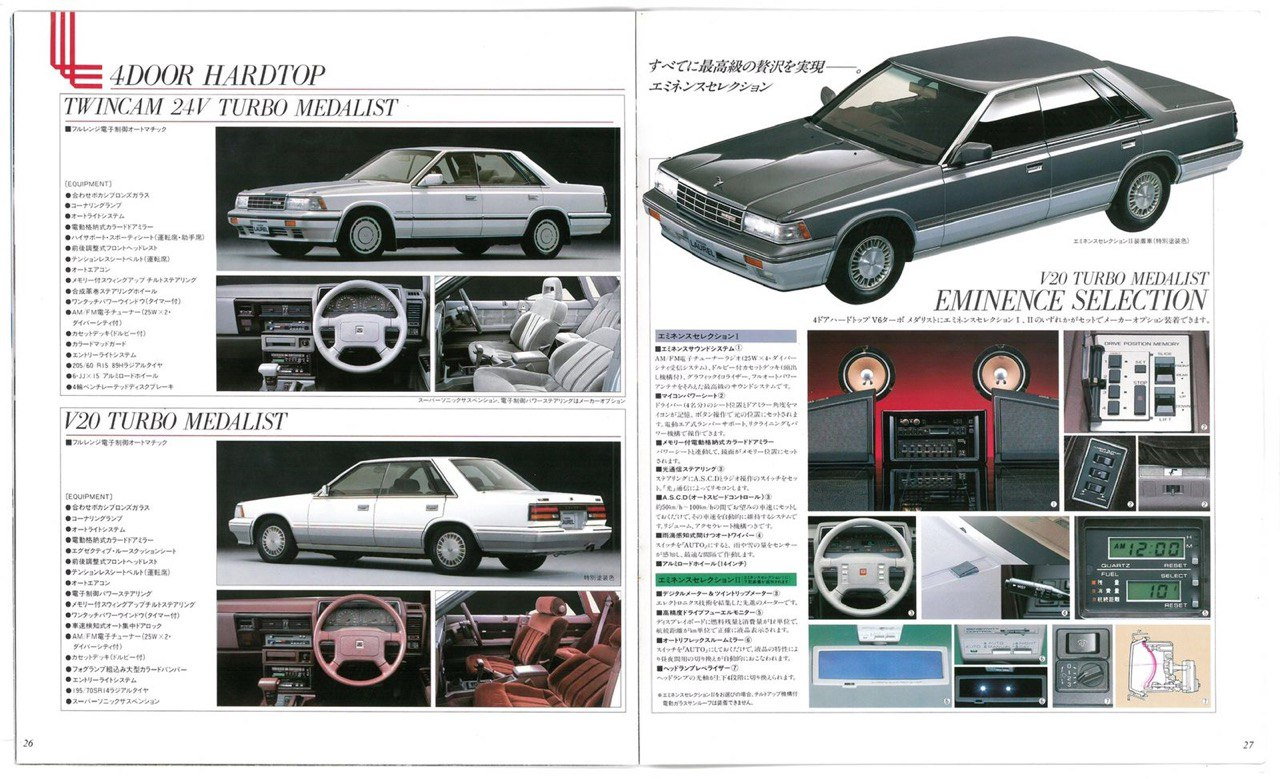
Фрагмент официального каталога после рестайлинга с самыми богато оснащенными модификациями

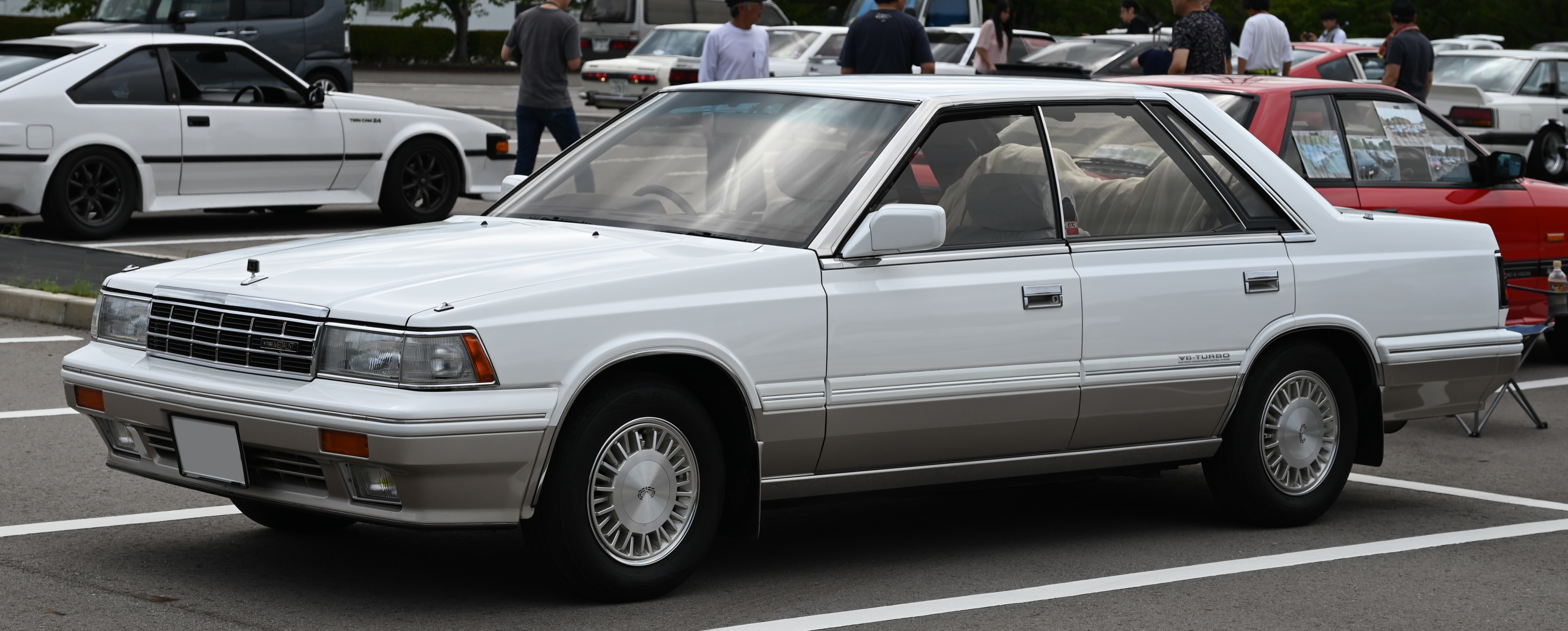
Хардтоп Nissan Laurel V20 Turbo Medalist, 1987

В 1987 году произошел рестайлинг, изменились бампера, новая решетка, фары и фонари сзади. Дизель LD28 был заменен на RD28. А также появился двигатель RB20DET в модификации «Twincam 24V Turbo Medalist».
В мае 1987 года был представлен «Grande Touring Hawaii Limited». В августе того же года в линейке появился «Grande Touring Limited». В феврале 1988 года была представлена специальная серия Super medalist.

В мае 1988 года была выпущена модель «Hawaii Touring». В сентябре того же года в линейке появился Super Series Selection. В январе 1989 года Laurel с автоматической коробкой передач получил разблокирующую кнопку Shift Lock.

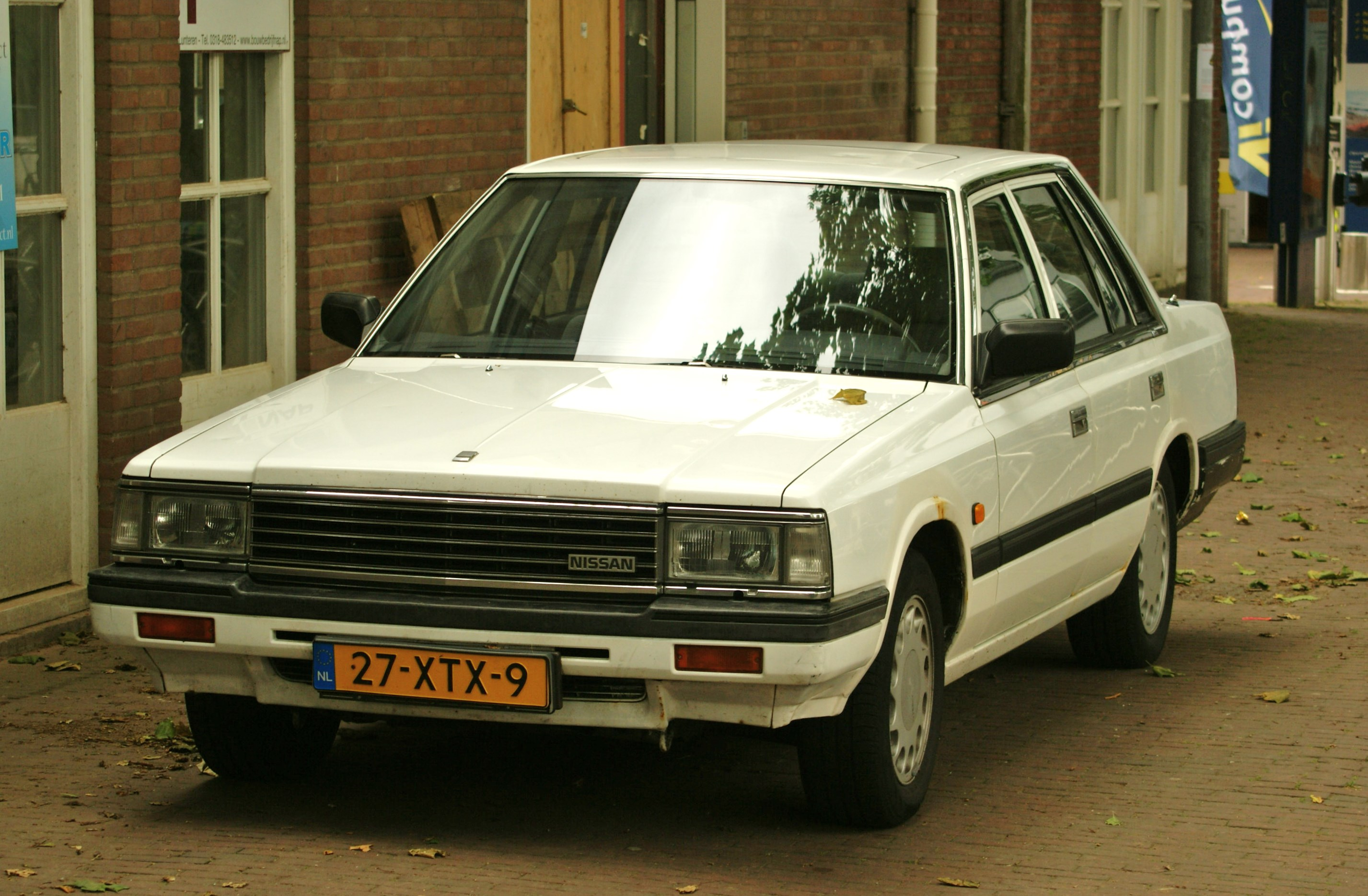
Nissan Laurel 2.8D SGL Нидерланды, 1986

C32 была последней моделью, продаваемой вне Японии. В Европе Laurel сменил Nissan Maxima, который так и не достиг популярности Laurel. Автомобили марки часто покупали благодаря его высокому качеству. Он часто использовался в качестве такси в Германии.
 
Стиль стал напоминать большие Nissan Cedric и Nissan Gloria но на немного меньшей платформе. Конкурентами среди автомобилей Toyota в это время считались хардтоп Cresta и седан Mark II, а также с 1986 года и Honda Vigor.
Выпуск пятого поколения был прекращен в июле 1993 года.

## Шестое поколение
В декабре 1988 года был представлен C33 (1989—1993). Спустя месяц, в январе 1989 года, C33 поступил в продажу, изначально только в кузове четырёхдверного седана. Основным двигателем по-прежнему оставалась 1,8-литровая рядная четверка CA18, опционально были доступны шестицилиндровые 2-литровый бензиновый RB (с турбо-вариантом) и 2,8-литровый дизельный RD28 двигатели. С начала 1991 года также устанавливались 2,5-литровый рядные шестицилиндровые двигатели RB с пятиступенчатой автоматической трансмиссией. Комплектовался заводским типоразмерами колёс от 165/55/r14 до 235/55/r17

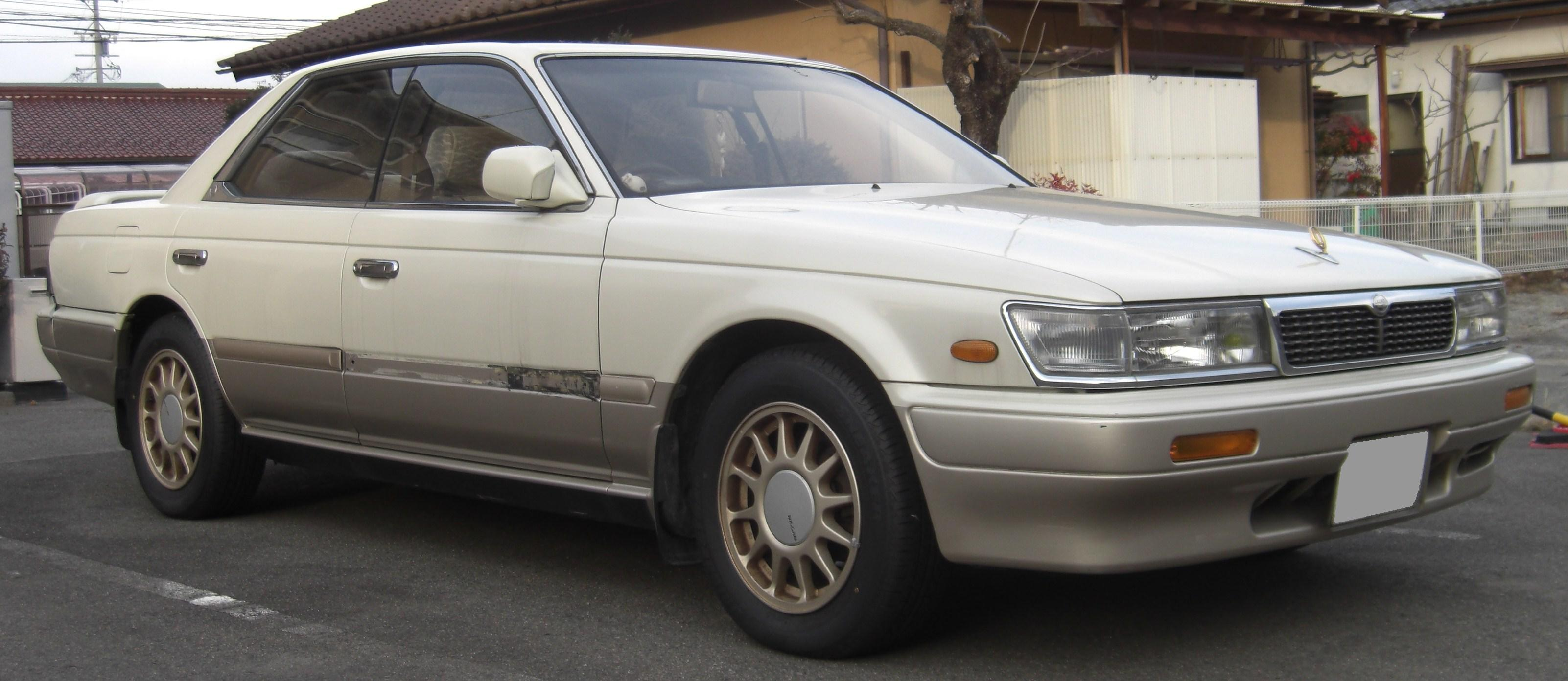
Nissan Laurel C33 Medalist в Японии

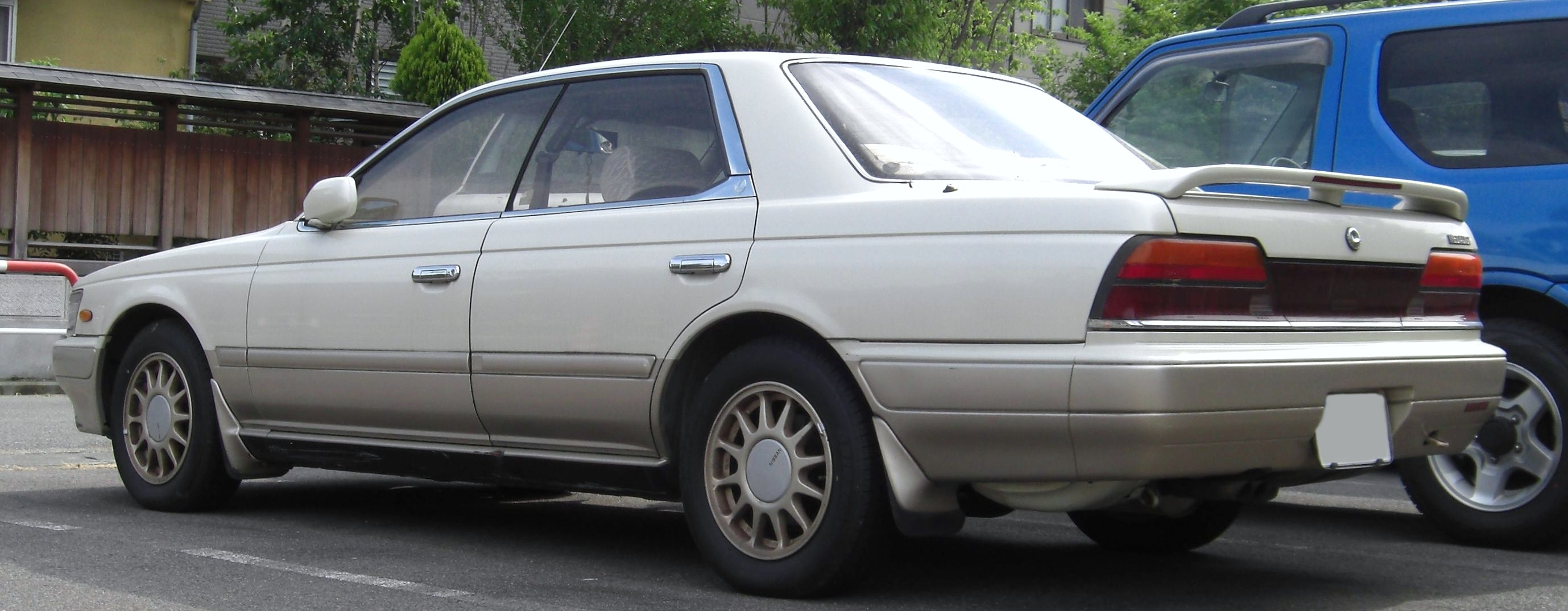
Вид сзади

Laurel того поколения имеет заднеприводную компоновку, что делает его идеальным для тюнинга и использования в дрифте, особенно в этом поколении. C33 схож с автомобилями Nissan Cefiro A31 и Nissan Skyline R32. Они имеют много взаимозаменяемых деталей, что делает их идеальными для доработок. Кроме того, детали подвески идентичны модели Nissan Silvia S13.
Конкурентом среди автомобилей Toyota в этом поколении стала Cresta, а также новая Honda Inspire из этого сегмента. Laurel стал классифицироваться как большой представительский седан, а его внешние габариты соответствуют автомобилям Nissan Cedric и Nissan Gloria. Laurel по-прежнему оставался младшим седаном по сравнению с флагманом Nissan President, который был полностью обновлен в 1989 году.
Комплектации Laurel включают Medalist, Medalist Club S и Gran Limited. Комплектация Club S выпускалась только в этом поколении и опционально оснащалась мотором RB25DE, имела спереди обвес-губу, на других же комплектациях устанавливались только двигатели RB20, CA18 и RD28.
На март 1989 года стал доступен кузов седан. Исчез двигатель V6, но по-прежнему устанавливались двигатели RB20E, RB20DE, RB20DET, CA18i и RD28. В задней подвеске используется система HICAS, обеспечивающая при воздействии рулём поворот не только передних, но и задних колёс с помощью гидравлики, благодаря чему улучшается управляемость автомобиля при заносе и увеличивается безопасная скорость прохождения поворотов. Тормоза передние дисковые, задние — либо дисковые, либо барабанные, в зависимости от комплектации опционально устанавливалась АБС. Незначительные изменения были внесены в январе 1991 года. Параллельно с фейслифтингом, модели с двигателями RB20E/RB20DE получили пяти-ступенчатый автомат.
На североамериканском рынке автомобиль продавался только в регионе Карибского бассейна, в первую очередь, на Багамах как Nissan Laurel Altima. Тем не менее, название Altima впервые было использовано в США и Канаде, начиная с модели 1993 года для нового компактного автомобиля, который стал среднеразмерным в 2002 году. С января 1992 года число выпущенных автомобилей за все время достигло двух миллионов единиц.

## Седьмое поколение

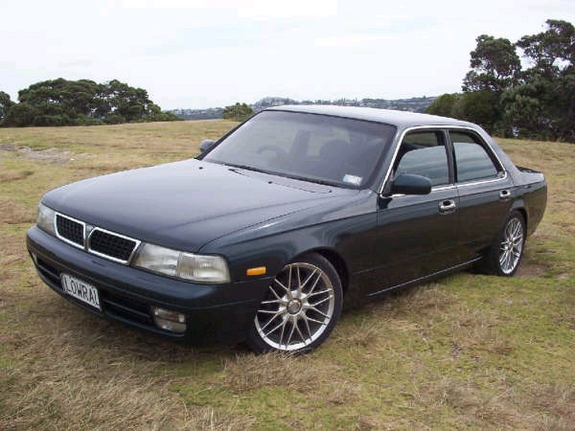
Nissan Laurel Club S, 1993

В январе 1993 года в свет вышло очередное поколение Laurel C34 (1993—1997), построенное как и предыдущее на общей платформе со Skyline и Silvia. Laurel C34 перестал выпускаться в кузове седан хардтоп, остался обычный седан. Также перестали устанавливаться двигатели с четырьмя цилиндрами, остались рядные шестицилиндровые 2,0-, 2,5-литровые бензиновые и 2,8-литровый дизельный двигатели. Самым мощным в линейке был 2,5 литровый двигатель с турбонаддувом который устанавливался только на заднеприводные версии автомобиля. Бензиновые версии автомобиля комплектовались четырёх- или пятиступенчатой автоматической трансмиссией. Для дизельного двигателя предлагалась как пятиступенчатая механика, так и четырёхступенчатый автомат. В сентябре 1994 года появилась полноприводная версия автомобиля, на которую устанавливался четырёхступенчатый автомат и система полного привода ATTESA-ETS. Тормоза передние и задние дисковые, в зависимости от комплектации устанавливалась АБС.
Некоторые более поздние модели получили фирменные системы управления четырьмя колесами (HICAS) и полного привода (ATTESA), взятые с модели Skyline. Конкурентами автомобиля считаются Toyota Cresta и Honda Inspire. Это было поколение, которое уже не рассматривается как компактный седан по японским правилам, в связи с объёмом двигателя и габаритами автомобиля. Таким образом, величина ежегодного налога для японских автовладельцев вырос.
Две доступные комплектации, Medalist и Club S, отличались оформлением передней части автомобиля. Medalist позиционировался как более солидная модель, а Club S как модель со спортивным уклоном.
В сентябре 1994 автомобиль подвергся рестайлингу, изменения коснулись передней и задней части автомобиля. От предыдущего поколения автомобиль унаследовал стиль Hard Top с «безрамочными» дверьми.

## Восьмое поколение

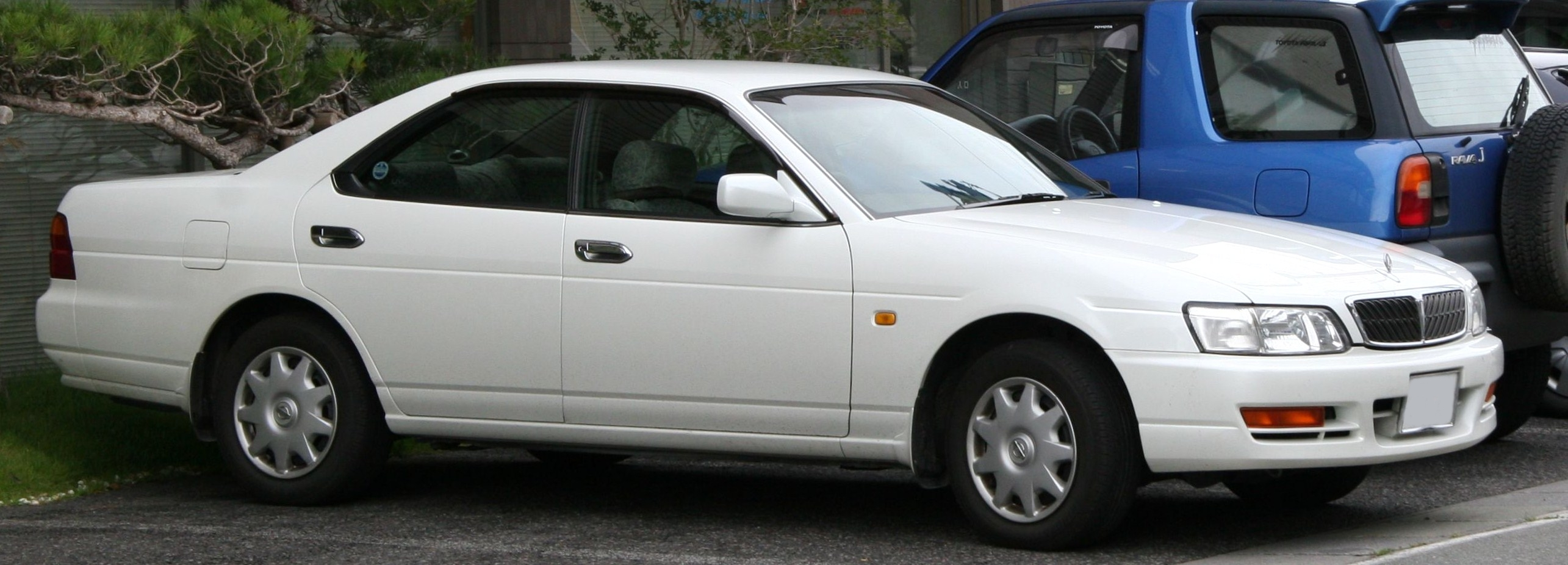
Nissan Laurel Medalist, 1997

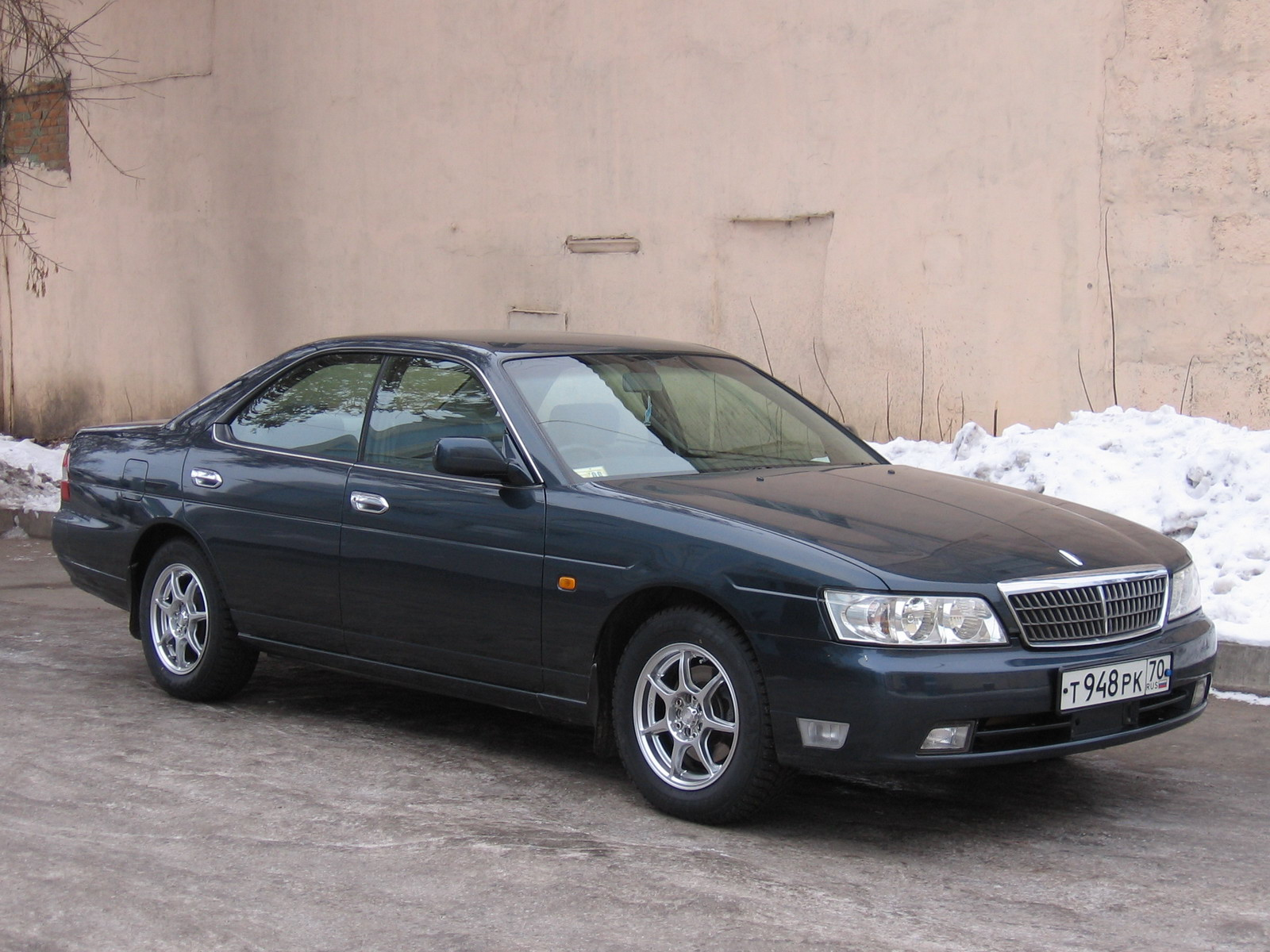
Nissan Laurel 2000 года (фото сделано в Томске)

Восьмое и последнее поколение C35 (1997—2003) было представлено в сентябре 1997 года. Число доступных моделей было сокращено; модели оснащались 2-, 2,5-литровыми бензиновыми и 2,8-литровыми дизельными двигателями. Выпуск Laurel закончился в начале 2003 года. Конкурентами автомобиля оставались Toyota Cresta и Honda Inspire. Это поколение окончательно потеряло механическую трансмиссию.
В декабре 1998 года появился двигатель RB20DE. Комплектация Club S с 2,5-литровым двигателем получила автоматическую трансмиссию с механическим режимом, или типтроником «DUALMODE M-ATx». Существовала и полноприводная версия с системой ATTESA-ETS. Тормоза передние и задние вентилируемые дисковые, на всех моделях устанавливалась система АБС.
В сентябре 1999 года произошли небольшие изменения, обновился экстерьер автомобилей в комплектации Medalist. Дизельный двигатель RD28 получил электронно-управляемую систему впрыска топлива (RD28E). В ноябре 2001 года был остановлен выпуск на заводе в Мураяме, производство продолжилось на заводе в Тотиги. В феврале 2003 года закончилось производство, окончилась 35-летняя история Laurel. В 2003 году Nissan Laurel был сменен Nissan Teana.